# Titanic (film din 1997)
Titanic este un film epic romantic și de dezastru american lansat în 1997, regizat, scris, co-produs și co-montat de James Cameron. Este o adaptare fictivă a scufundării pachebotului RMS Titanic, care îi are în rolurile principale pe Leonardo DiCaprio și Kate Winslet. Aceștia sunt membri ai unor clase sociale diferite și se îndrăgostesc la bordul pachebotului, în timpul călătoriei sale inaugurale dezastruoase. În film, mai joacă actorii Billy Zane, Kathy Bates, Frances Fisher, Gloria Stuart, Bernard Hill, Jonathan Hyde, Victor Garber și Bill Paxton.
Inspirația lui Cameron pentru film a venit din fascinația sa pentru epave; el a simțit că o poveste de dragoste amestecată cu pierderea de vieți umane ar fi esențială pentru obținerea unui impact emoțional al dezastrului. Producția a început în 1995, când Cameron a filmat material cu epava reală a Titanicului. Scenele ce au loc în prezent au fost filmate la bordul navei Akademik Mstislav Keldysh, pe care Cameron a folosit-o ca și bază atunci când a filmat epava. Modele la scară redusă, imagine generată de computer și o replică a Titanicului, construită la Playas de Rosarito din Baja California, au fost folosite pentru a recrea scufundarea. Pelicula a fost finanțată de Paramount Pictures și 20th Century Fox și a fost cel mai costisitor film realizat până în acel moment, cu un buget estimat la 200 de milioane de dolari. Filmările au avut loc între lunile Iulie 1996 și Martie 1997.
După lansarea de pe 19 decembrie 1997, Titanic a avut succes critic și comercial. Nominalizat la 14 categorii de premii Oscar, este la egalitate cu Totul despre Eva (1950) pentru cele mai multe nominalizări, câștigând 11, inclusiv la categoria pentru Cel mai bun film și Cel mai bun regizor, fiind aici la egalitate cu Ben Hur (1959) pentru cele mai multe premii Oscar câștigate de un singur film. Cu încasări inițiale de 1,84 miliarde $, Titanic a fost primul film care a depășit pragul de 1 miliard de dolari. A rămas filmul cu cele mai mari încasări din toate timpurile până când Avatar, regizat tot de Cameron, l-a întrecut în 2010. O versiune 3D a lui Titanic, lansată pe 4 aprilie 2012 pentru a comemora 100 de ani de la dezastru, a câștigat încă 343,6 milioane $ pe plan mondial, încasările filmului ajungând astfel la 2,25 miliarde $ și devenind al doilea film care trece de pragul de 2 miliarde $ pe plan internațional (după Avatar). În 2017, filmul a fost relansat pentru cea de-a 20-a aniversare și a fost relansat pentru cea de-a 25-a aniversare în 2023 cu rezoluția de 4K în formatele 3D, HFR, IMAX și 4DX. A fost ales pentru a fi păstrat în Registrul Național de Filme al Statelor Unite, fiind considerat "important pe plan estetic, istoric și cultural".

## Sinopsis
În 1996, vânătorul de comori Brock Lovett și echipa sa de la bordul navei Akademik Mstislav Keldysh caută pe epava pachebotului RMS Titanic un colier cu un diamant rar, numit „Inima Oceanului”. Ei găsesc un seif ce conține un desen cu o femeie tânără ce poartă doar colierul, datat 14 aprilie 1912, ziua în care vasul a lovit aisbergul. Rose Dawson Calvert, femeia din desen, este adusă la bordul navei Keldysh și îi spune lui Lovett despre experiențele sale de pe Titanic.
În Southampton-ul anului 1912, pasagera de 17 ani de la clasa I, Rose DeWitt Bukater, logodnicul ei Cal Hockley, și mama ei, Ruth, se îmbarcă pe luxosul Titanic. Ruth speră ca mariajul lui Rose să rezolve problemele financiare ale familiei. Neinteresată de măritiș, Rose se gândește să se sinucidă, încercând să sară de pe vapor, dar Jack Dawson, un artist sărac, intervine și o salvează. Când Cal devine indiferent, ea îi sugerează că Jack merită o recompensă. El îl invită pe Jack să ia cina cu ei la clasa I, seara următoare. Jack și Rose dezvoltă o relație de prietenie, cu toate că Ruth și Cal sunt circumspecți asupra lui. După cină, Rose i se alătură în secret lui Jack la o petrecere de la clasa a III-a.
Conștientă de dezaprobările lui Cal și Ruth, Rose refuză avansurile făcute de Jack, dar realizează că îl preferă mai mult pe el decât pe Cal. După ce se întâlnesc pe prora la apus, Rose îl aduce pe Jack în camera ei; la cererea ei, Jack o desenează pe Rose, aceasta pozând numai cu darul de logodnă a lui Cal, colierul Inima Oceanului. Ei scapă de garda de corp a lui Cal și fac dragoste într-un automobil din cala vasului. Pe puntea principală, ei sunt martori la lovirea pachebotului cu un aisberg și îi aud pe ofițeri cum discută despre seriozitatea loviturii.
Cal descoperă desenul lui Jack în seiful său, împreună cu un bilet cu o insultă și colierul. Când Jack și Rose încearcă să-l informeze pe Cal de coliziune, el își pune garda de corp să strecoare colierul în buzunarul lui Jack și să-l acuze de furt. Jack este arestat, dus în biroul ofițerilor și încătușat. Cal pune colierul în buzunarul propriului palton.
În timpul ce vasul se scufundă, Rose îl părăsește pe Cal și pe mama ei, și îl eliberează pe Jack; mama ei reușește să scape cu o barcă de salvare. Pe punte, Cal și Jack o încurajează să facă la fel; Cal îi spune că a aranjat ca el și Jack să scape și ei cu o barcă. După ce Rose se urca în una, Cal îi spune lui Jack că aranjamentul este doar pentru el. În timp ce barca este coborâtă, Rose decide că nu poate să-l părăsească pe Jack și sare înapoi pe vas. Cal îi ia pistolul gărzii sale de corp și îi urmărește pe Rose și pe Jack prin salonul inundat de la clasa I. După ce își termină muniția, Cal realizează că Rose are acum colierul la ea, după ce el îi dăduse paltonul mai devreme. El reușește să scape cu o barcă după ce salvează un copil pierdut.
După câteva obstacole, Jack și Rose se reîntorc pe punte. Bărcile de salvare au plecat, iar pasagerii mor unul câte unul în timp ce pupa se ridică din apă. Pachebotul se rupe în două, ridicând pupa în aer. Jack și Rose se scufundă odată cu pachebotul, dar reușesc să iasă la suprafață și găsesc un panou de lemn plutitor, ce poate să țină doar o persoană. El o asigură că ea va muri de bătrânețe și la căldură în patul ei. El moare de hipotermie, dar ea este salvată.
Cu Rose care îl evită pe Cal pe rută, RMS Carpathia duce supraviețuitorii la New York City, iar aici Rose răspunde că numele ei este Rose Dawson. Ulterior, Cal se sinucide după ce își pierde toți banii în urma crahului de pe Wall Street din 1929.
Înapoi în prezent, Lovett decide să-și abandoneze căutările după ce i-a auzit povestea lui Rose. Singură pe puntea navei Keldysh, Rose scoate Inima Oceanului — colierul fiind în posesia ei în tot acest timp — și îl aruncă în ocean, acesta ajungând pe epava vasului. În timp ce ea aparent doarme sau moare în patul ei, pozele de pe noptieră arată viața liberă și aventuroasă pe care ea ar fi vrut să o aibă împreună cu Jack. O Rose tânără se reunește cu Jack pe Marea Scară a Titanicului și este aplaudată de pasagerii de la bordul mărețului vas.

## Distribuție

### Personaje fictive
- Leonardo DiCaprio în rolul lui Jack Dawson: Cameron a dorit ca actorii să se simtă ca și cum chiar ar fi pe Titanic, pentru a trăi atmosfera de pe vas și pentru „a conduce energia spre Jack, [...] un artist căruia îi tresaltă inima”.[11] Jack este portretizat ca un hoinar sărac și orfan din Chippewa Falls, Wisconsin, care a călătorit prin lume, inclusiv pe la Paris. El câștigă două bilete pe RMS Titanic la un joc de poker și se îmbarcă la clasa a treia împreună cu prietenul său, Fabrizio. Se îndrăgostește de Rose imediat cum o vede și o convinge să nu se sinucidă atunci când ea vrea să se arunce de la pupa. „Recompensa” logodnicului ei, o invitație la o cină alături de ei în seara următoare, îl aduce pe Jack în rândul pasagerilor de la clasa întâi timp de o noapte. La casting, anumiți actori consacrați, inclusiv Matthew McConaughey, Chris O'Donnell, Billy Crudup, și Stephen Dorff, au fost luați în considerare, dar Cameron a simțit că unii dintre actori erau prea bătrâni pentru a juca rolul unui tânăr de 20 de ani.[12][13][14][15] Tom Cruise a fost interesat de rol, dar a cerut prea mult pentru ca studioul să-l ia în considerare.[13] Cameron l-a luat în considerare pe Jared Leto pentru rol, dar Leto a refuzat audiția.[16] DiCaprio, având 21 de ani la acea vreme, a ajuns în atenția lui Cameron prin regizorul de casting Mali Finn.[12] Inițial, el nu dorea să-l joace pe tânăr și a refuzat să citească prima scenă romantică de pe platou (vezi mai jos). Cameron a spus, „El a citit-o o dată, dar apoi a început să se prostească, și nu reușeam să-l fac să se concentreze. Dar pentru o fracțiune de secundă, o rază de lumină a coborât din ceruri și a iluminat scena. Cameron era ferm încrezător în jocul actoricesc al lui DiCaprio și i-a spus, „Uite, nu o să-l fac pe acest tip visător și nevrotic. Nu o să-i dau un tic și o șchiopătoare și toate lucrurile pe care le vrei tu.” Cameron și-a închipuit un personaj în genul lui James Stewart.[12] Cu toate că Jack Dawson a fost un personaj fictiv, în Cimitirul Fairview din Halifax, Nova Scotia, unde sunt îngropate 121 de persoane, există un mormânt pe care scrie „J. Dawson”. Adevăratul J. Dawson a fost Joseph Dawson, un fochist care alimenta vasul cu cărbuni. „Abia după ce filmul a fost lansat, am aflat că există un mormânt al lui J. Dawson,” a spus producătorul filmului, Jon Landau, într-un interviu.[17]
- Kate Winslet în rolul lui Rose DeWitt Bukater: Cameron a spus că Winslet „avea acel ceva pe care îl cauți” și că exista „o calitate la înfățișarea ei, în ochii ei,” iar el „pur și simplu a știut că oamenii vor empatiza cu ea”.[11] Rose este o tânără de 17 ani, originară din Philadelphia , care este forțată să se logodească cu Cal Hockley, un bărbat de 30 de ani, pentru ca ea și mama ei, Ruth, să-și păstreze statutul social înalt, după ce moartea tatălui ei a lăsat familia înglobată în datorii. Rose se îmbarcă pe RMS Titanic cu Cal și Ruth la clasa întâi și îl întâlnește pe Jack. Winslet a spus despre personajul ei, „Ea trebuie să renunțe la multe, dar are o inimă foarte deschisă. Și dorește să exploreze aventurile din lume, dar [simte] că asta nu se va întâmpla.”[11] Gwyneth Paltrow, Winona Ryder, Claire Danes, Reese Witherspoon și Gabrielle Anwar au fost luate în considerare pentru rol.[12][18][19][20] Când ele au refuzat, Winslet, având 20 de ani la acea vreme, și-a exprimat ferm dorința de a obține rolul. Ea îi trimitea mesaje lui Cameron din Anglia, care l-au convins pe regizor să o invite la Hollywood pentru audiții. Ca și cu DiCaprio, regizorul de casting Mali Finn a adus-o inițial în atenția lui Cameron. Când căuta o Rose, Cameron a descris personajul ca „un fel de Audrey Hepburn” și a fost inițial nesigur în a-i oferi rolul lui Winslet, chiar și după ce ea l-a impresionat la audiții.[12] După ce a participat la audiții împreună cu DiCaprio, Winslet a fost atât de impresionată de el, încât i-a șoptit lui Cameron, „E grozav. Chiar dacă nu mă alegi pe mine, alege-l pe el.” Winslet i-a trimis lui Cameron un trandafir (în engleză „rose”) și o felicitare pe care scria, „De la Rose a ta”, și tot insista cu telefoanele. „Tu nu înțelegi!” a spus ea într-o zi când a reușit să dea de el. „Eu sunt Rose! Nici nu știu de ce te mai chinui cu altcineva!” Persistența, dar și talentul ei, l-au convins în cele din urmă pe Cameron să-i ofere rolul.[12]
- Billy Zane în rolul lui Caledon Nathan „Cal” Hockley: Cal este logodnicul de 30 de ani al lui Rose. Arogant și snob, el este moștenitorul unei rafinării de oțel din Pittsburgh. El devine foarte jenat, dar și gelos, când află de relația lui Rose cu Jack și începe să o trateze într-un mod crud. Inițial, rolul i-a fost oferit lui Matthew McConaughey[13] și s-a zvonit că și Rob Lowe ar fi dorit rolul.[21]
- Frances Fisher în rolul lui Ruth DeWitt Bukater: mama văduvă a lui Rose, care aranjează logodna fiicei ei cu Cal pentru a menține statutul social înalt al familiei. Ea își iubește fata, dar crede că poziția socială este mai importantă decât un mariaj fericit. Îl disprețuiește pe Jack, chiar dacă i-a salvat viața fiicei ei.
- Gloria Stuart în rolul lui Rose Dawson Calvert: Rose povestește filmul din timpul prezent. Cameron a spus, „Pentru a vedea prezentul și trecutul, am decis să creez un supraviețuitor fictiv care are [aproape] 101 ani, iar ea ne face legătura prin timp.”[11] La 100 de ani, Rose îi oferă lui Lovett informații despre „Inima Oceanului” după ce el descoperă un desen nud cu ea pe epavă. Ea își spune povestea de pe pachebot, menționându-l pe Jack pentru prima oară de la scufundare. Având 87 de ani la acea vreme, Stuart a trebuit să fie machiată pentru a părea mai bătrână pentru rol. În legătură cu rolul oferit lui Stuart, Cameron a spus, „Directorul meu de casting a găsit-o. El a fost trimis să găsească actrițe retrase ce au fost active în Epoca de Aur a anilor '30 și '40.”[22] Cameron a spus că nu știa cine este Stuart și că Fay Wray a mai fost considerată pentru rol. „Dar [Stuart] și-a intrat în rol, era lucidă, și avea un spirit grozav. Și am văzut conexiunea dintre ea și Winslet,” a spus Cameron. „Am observat această bunădispoziție în amândouă și mi-am dat seama că publicul va putea face diferența cognitivă între cele două.”[22] Stuart a murit pe 26 septembrie 2010, la 100 de ani.[23]
- Bill Paxton în rolul lui Brock Lovett: Un vânător de comori ce caută „Inima Oceanului” pe epava Titanicului în prezent. Timpul și fondurile pentru expediția sa se epuizează. La finalul filmului, el își dă seama că, în ciuda faptului că s-a gândit încontinuu la Titanic în ultimii trei ani, el l-a înțeles complet abia după ce a auzit povestea lui Rose.
- Suzy Amis în rolul lui Lizzy Calvert: nepoata lui Rose, care o acompaniază pe vasul lui Lovett, unde îi află adevărata identitate și trecutul romantic cu Jack Dawson.
- Danny Nucci în rolul lui Fabrizio De Rossi: cel mai bun prieten al lui Jack, care se îmbarcă pe RMS Titanic cu el după ce Jack câștigă două bilete la un joc de poker. Fabrizio nu se urcă într-o barcă de salvare atunci când Titanicul se scufundă și moare după ce este strivit de unul dintre coșurile de fum ale vasului, care s-a desprins și s-a prăbușit în apă.
- David Warner în rolul lui Spicer Lovejoy: Un fost agent Pinkerton, Lovejoy este valetul și garda de corp a lui Cal, care o supraveghează pe Rose și se îndoiește de circumstanțele în care Jack a salvat-o pe tânără. Moare după ce cade într-o gaură imensă cauzată de înjumătățirea Titanicului.
- Jason Barry în rolul lui Thomas „Tommy” Ryan: Un pasager irlandez de la clasa a treia care se împrietenește cu Jack și Fabrizio. Tommy moare după ce este împușcat de un ofițer Murdoch panicat.

### Personaje istorice
Cu toate că nu a fost intenționat să zugrăvească precis evenimentele, filmul include portretizări ale anumitor personaje istorice:

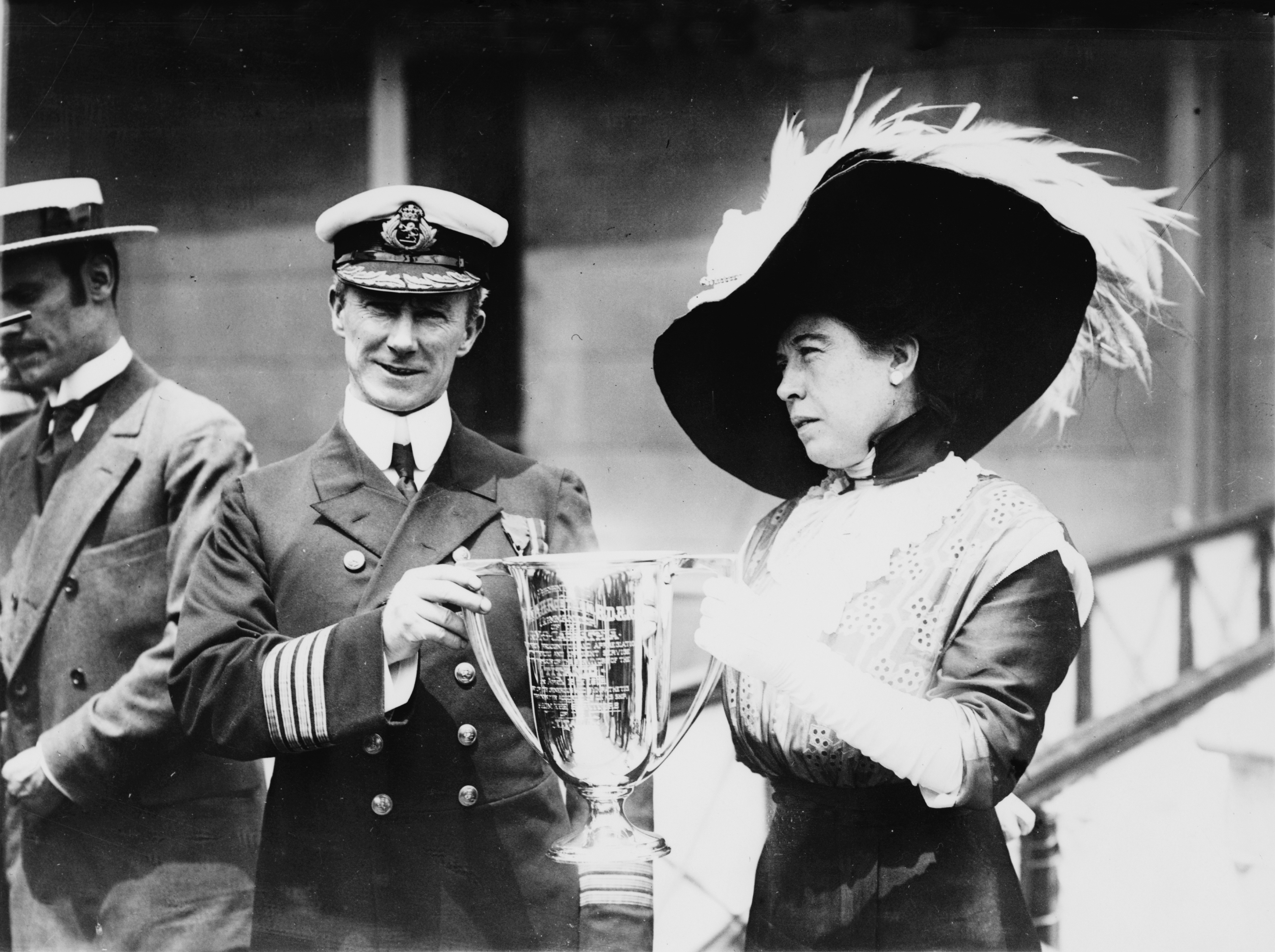
Adevărata Margaret Brown (dreapta) oferindu-i cpt. Arthur Henry Rostron un trofeu pentru salvarea supraviețuitorilor de pe Titanic.

- Kathy Bates în rolul lui Margaret „Molly” Brown: Brown este privită de sus de către alte femei de la clasa întâi, inclusiv de Ruth, fiind considerată „vulgară” și „nou-bogată”. Ea se împrietenește cu Jack și îi împrumută un frac (cumpărat pentru fiul ei) când el este invitat la cina de la clasa întâi. În ciuda faptului că Brown este o persoană adevărată, Cameron a decis să nu îi zugrăvească faptele din viața reală. Molly Brown a primit porecla „Molly Brown cea de nescufundat” din partea istoricilor, deoarece cu ajutorul altor femei, a condus Barca de salvare nr. 6 a Maistrului-timonier Robert Hichens.[25] Unele aspecte ale acestei altercații sunt descrise în filmul lui Cameron.
- Victor Garber în rolul lui Thomas Andrews: Constructor al vasului, Andrews este zugrăvit ca un bărbat foarte politicos și blând, modest în legătură cu realizarea sa grandioasă. După coliziune, el încearcă să-i convingă pe ceilalți, în special pe Ismay, că scufundarea vasului este o „certitudine matematică”. După coliziune, este văzut lângă ceasul din salonul fumătorilor de la clasa întâi, contemplând faptul că a eșuat să construiască un vas puternic și sigur. Cu toate că aceasta a devenit una dintre cele mai faimoase legende despre scufundarea Titanicului, povestea a fost publicată într-o carte din 1912 (Thomas Andrews: Shipbuilder) și s-a perpetuat; mărturia a venit de la John Stewart, un steward de pe vas care a părăsit pachebotul cu barca de salvare nr. 15 la aproximativ 1:40 dimineața.[26] Martori oculari spun că l-au văzut pe Andrews după acel moment.[26] Este posibil ca Andrews să fi rămas în salonul fumătorilor pentru puțin timp pentru a-și aduna gândurile, după care a continuat cu evacuarea.[26] Un alt martor ocular spune că l-a văzut pe Andrews aruncând scaune de pe punte în ocean pentru ca pasagerii să le folosească pentru plutire. Andrews a fost văzut ultima oară părăsind pachebotul în ultimul moment.
- Bernard Hill în rolul Căpitanului Edward John Smith: Smith a plănuit ca Titanicul să fie ultima sa cârmă înainte de retragere. El se refugiază în camera timonei în timp ce vasul se scufundă, murind cu mâinile pe cârmă după ce ferestrele cedează în fața apei. Există mărturii diferite legate de acest lucru, unii spunând că a murit într-adevăr în această manieră, dar alții spun că a murit ulterior înghețat în apă, lângă barca de salvare gonflabilă „B”.[27]
- Jonathan Hyde în rolul lui J. Bruce Ismay: Ismay este zugrăvit ca un bărbat înstărit și ignorant de la clasa întâi. În film, el își folosește rangul de director de management la White Star Line pentru a-l influența pe Căpitanul Smith să mărească viteza, în scopul unei sosiri timpurii la New York și implicit unei atenții favorabile în presă; în timp ce acest lucru este întâlnit în descrierile dezastrului, nu este susținut de dovezi.[28][29] Ismay urcă pe barca de salvare gonflabilă C (una dintre ultimele bărci de salvare care au părăsit nava) chiar înainte de a fi coborâtă. A fost catalogat drept un laș de către presă și public pentru că a supraviețuit unui dezastru în care multe femei și mulți copii s-au înecat.
- Eric Braeden în rolul lui John Jacob Astor IV: Un pasager de la clasa întâi pe care Rose (pe bună dreptate) îl numește cel mai înstărit om de pe vas. Filmul îl prezintă pe Astor și pe soția sa de 18 ani Madeleine (Charlotte Chatton) în timp ce aceștia fac cunoștință cu Jack și Rose înaintea cinei de la clasa întâi. În timpul introducerii, Astor îl întreabă pe Jack dacă are vreo legătură cu „familia Dawson din Boston”, o întrebare la care Jack răspunde negativ și îi spune că este înrudit cu familia Dawson din Chippewa Falls. Astor este văzut pentru ultima oară lângă Marea Scară, înainte ca ferestrele domului să cedeze în fața apelor înghețate.
- Bernard Fox în rolul Colonelului Archibald Gracie IV: Filmul îl descrie pe Gracie cum îi spune lui Cal că „femeile nu se înțeleg cu mașinăriile”, și îl felicită pe Jack pentru că a salvat-o pe Rose, cu toate că nu își dă seama că ea încercase să se sinucidă. Fox l-a jucat pe Frederick Fleet în filmul A Night to Remember din 1958.
- Michael Ensign în rolul lui Benjamin Guggenheim: Un magnat al minelor ce călătorește la clasa întâi. Își prezintă amanta franțuzoaică Madame Aubert (Fannie Brett) prietenilor săi în timp ce soția și cei trei copii ai săi îl așteaptă acasă. Când Jack se alătură pasagerilor de la clasa întâi după ce o salvează pe Rose, Guggenheim face referire la el ca la un „boem”. El este văzut lângă Marea Scară în timpul scufundării, spunând că este pregătit să moară ca un gentilom.

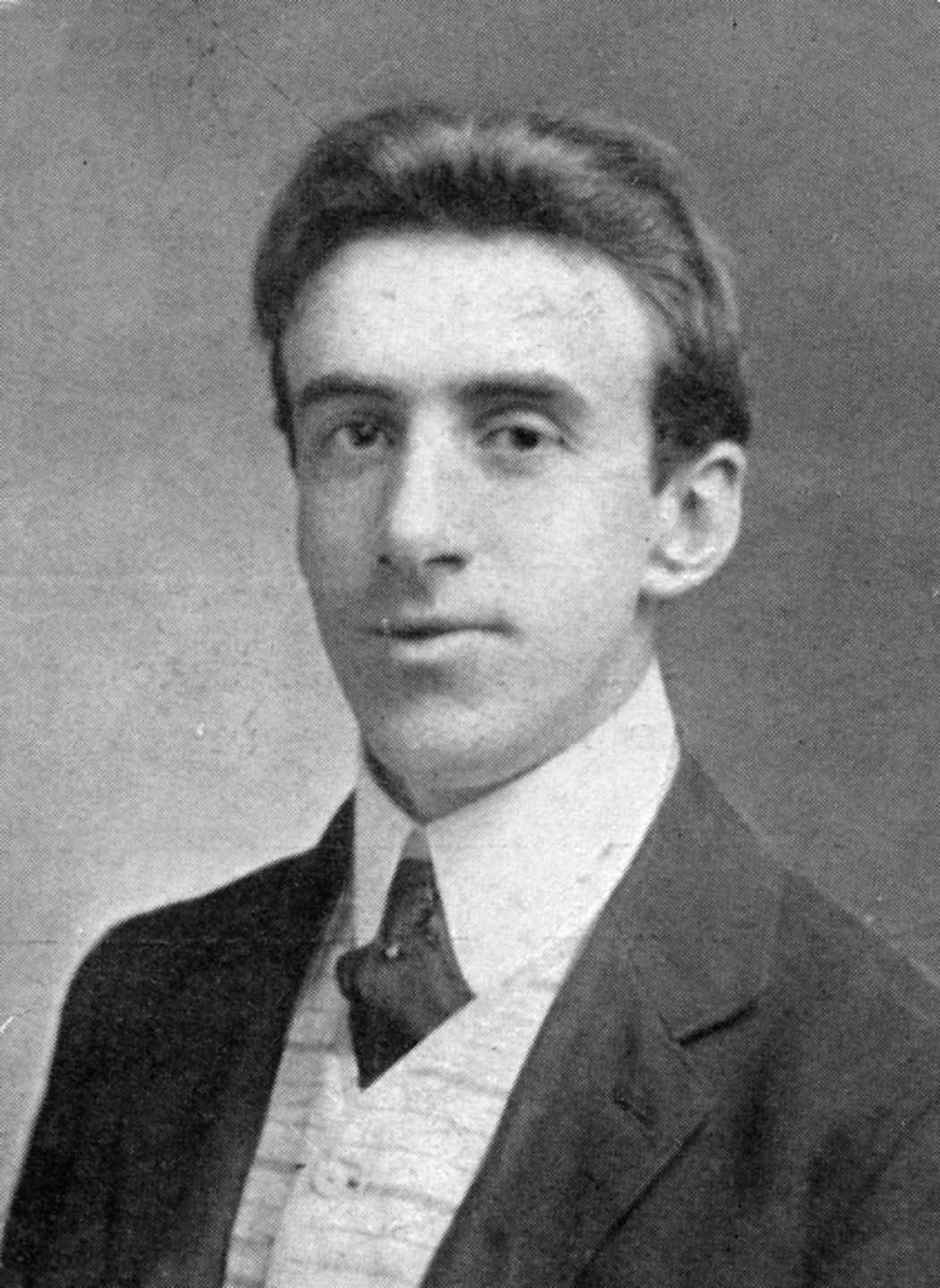
Wallace Hartley. Dirijorul orchestrei de pe Titanic.

- Jonathan Evans-Jones în rolul lui Wallace Hartley: Dirijorul orchestrei de pe vas și violonist, care interpretează împreună cu colegii săi melodii vesele în timp ce vasul se scufundă. La ultima afundare, orchestra interpretează piesa biblică Nearer, My God, to Thee,[30][31] iar Hartley moare în scufundare.
- Mark Lindsay Chapman în rolul Ofițerului-Șef Henry Wilde: Ofițerul care îi permite lui Cal să urce pe o barcă de salvare deoarece are un copil în brațe. Înainte să moară, fluieră în încercarea de a întoarce bărcile la locul scufundării pentru a salva mai mulți pasageri. După ce îngheață de moarte, Rose folosește fluierul său pentru a atrage atenția Ofițerului Lowe, lucru care duce la salvarea ei.
- Ewan Stewart în rolul Ofițerului Principal William Murdoch: Ofițerul care este pus de gardă pe podul vasului în noaptea coliziunii cu aisbergul. În timpul învălmășelii cu bărcile de salvare, un Murdoch panicat îl împușcă pe Tommy Ryan și pe încă un pasager, după care se sinucide din vinovăție. Când nepotul lui Murdoch, Scott, a vizionat filmul, el a obiectat la zugrăvirea unchiului său, crezând că pătează reputația eroică a lui Murdoch.[32] Câteva luni mai târziu, vice-președintele de la Fox, Scott Neeson, a călătorit în Dalbeattie, Scoția, locul unde a trăit Murdoch, pentru a livra o scuză personală și pentru a dona 5000 de lire sterline Liceului din Dalbeattie pentru Premiul Memorial William Murdoch al școlii.[33] Cameron și-a cerut și el scuze pe comentariul de pe DVD, dar a spus că au existat ofițeri care au folosit arma pentru a reaminti politica „copiii și femeile prima dată”.[34] Conform lui Cameron, zugrăvirea lui Murdoch este aceea a unui „om onorabil,” nu a unuia „devenit rău” sau a unui „criminal laș.” El a adăugat, „Nu sunt sigur că vei găsi același simț de responsabilitate și devotament total în ziua de astăzi. Acest tip a lansat jumătate din partea sa de bărci în timp ce ofițerul de pe cealaltă parte abia lansase una. Acest lucru spune ceva despre caracter și eroism.”[35]
- Jonathan Phillips în rolul Ofițerului Secundar Charles Lightoller. Filmul îl arată pe Lightoller cum îl informează pe Căpitanul Smith că va fi dificil să observe aisbergurile fără să spargă apa. Este văzut lustruind o armă și amenințând că o va folosi pentru a menține ordinea. Poate fi văzut pe barca de salvare gonflabilă B atunci când primul coș de fum se prăbușește. Lightoller era cel mai în vârstă ofițer care a supraviețuit dezastrului.
- Simon Crane în rolul Ofițerului Joseph Boxhall: Ofițerul responsabil de lansarea rachetelor semnalizatoare și de cârma Bărcii de salvare 2 în timpul scufundării. Este văzut pe punte ajutând marinarii să lanseze rachetele.
- Ioan Gruffudd în rolul Ofițerului Harold Lowe: Singurul ofițer al vasului care s-a întors cu o barcă pentru a salva supraviețuitorii rămași în apele înghețate. Filmul îl arată pe Lowe cum o salvează pe Rose.
- Edward Fletcher în rolul Ofițerului James Moody : Singurul ofițer junior al vasului care a murit la scufundare. Filmul îl arată pe Moody cum îi permite lui Jack și Fabrizio să se îmbarce cu puțin timp înainte de plecarea din Southampton. Ulterior, Moody este prezentat cum întreprinde ordinele lui Murdoch de a crește la maxim viteza pachebotului, și cum îl informează pe Murdoch despre aisberg. Este văzut ultima oară cum se ține de o gruie laterală după ce încercarea sa de a lansa barca de salvare gonflabilă A a eșuat.
- James Lancaster în rolul Părintelui Thomas Byles: Pasager de la clasa secundă, Byles, un preot catolic din Anglia, este arătat cum se roagă și cum îi consolează pe pasageri în timpul ultimelor momente ale vasului.
- Lew Palter și Elsa Raven în rolul lui Isidor Straus și Ida Straus: Isidor este un fost șef al R.H. Macy and Company, un fost congresman din New York, și membru al New York și New Jersey Bridge Commission. În timpul scufundării, soției sale Ida îi este oferit un loc pe o barcă de salvare, dar îl refuză, spunând că își va onora jurământul de nuntă și va rămâne cu Isidor. Ei sunt văzuți ultima oară întinși în patul lor, în timp ce apa năvălește în cameră.
- Martin Jarvis în rolul lui Sir Cosmo Duff-Gordon: Un baronet scoțian care a urcat în Barca de salvare 1. Bărcile 1 și 2 erau cele de urgență, cu o capacitate de 40 de persoane. Situate la capătul din față al punții, acestea erau pregătite în cazul în care cineva cădea peste bord. În noaptea dezastrului, Barca 1 a fost cea de-a patra lansată, cu doar 12 oameni, inclusiv Duff-Gordon, soția și secretara sa. Baronetul a fost criticat pentru conduita sa din timpul incidentului. A fost sugerat că el s-a urcat pe barca de urgență în pofida politicii „copiii și femeile prima dată” și că barca nu s-a întors pentru a-i salva pe cei din apă. El a oferit cinci lire sterline pentru fiecare membru al echipajului de pe barcă, lucru considerat drept mită. Familia Duff-Gordon din acea vreme (și secretara soției sale într-o scrisoare redactată în acel timp și redescoperită în 2007) a spus că nu era nicio femeie sau copil prin apropiere pentru a se îmbarca și există confirmarea că barca 1 de pe Titanic era aproape liberă și că Ofițerul William Murdoch a fost aparent bucuros să le ofere lui Duff-Gordon, soției și secretarei sale un loc (pur și simplu pentru a umple barca) după ce ei au întrebat dacă se pot urca. Duff-Gordon a negat că banii oferiți membrilor echipajului de pe barcă au reprezentat mită. Comisia Britanică de Cercetare a Dezastrului a acceptat negarea lui Duff-Gordon în legătură cu mita, dar a menținut că, dacă barca de salvare ar fi vâslit înapoi spre cei din apă, ar fi putut să-i salveze pe câțiva dintre ei.[36][37]
- Rosalind Ayres în rolul lui Lady Duff-Gordon: Un designer de modă faimos și soția lui Sir Cosmo. Ea se urcă în Barca de salvare 1 cu soțul ei. Ea și soțul ei nu au putut să lase în urmă zvonurile cum că ei doi le-au interzis membrilor de echipaj să întoarcă barca spre locul scufundării de frică că se vor împotmoli acolo.[38][39][40]
- Rochelle Rose în rolul lui Noël Leslie, Contesă de Rothes: Contesa este prezentată ca fiind prietenoasă cu Cal și cu familia DeWitt Bukater. În ciuda faptului că are un statut social mai înalt decât Sir Cosmo și Lady Duff-Gordon, este amabilă, ajută la vâslit și chiar îi îndrumă pe pasagerii rătăciți.
- Scott G. Anderson în rolul lui Frederick Fleet: Gabierul care a observat aisbergul. Fleet scapă de pe vas cu ajutorul Bărcii de salvare 6.
- Paul Brightwell în rolul Maistrului-timonier Robert Hichens: Unul dintre cei șase maiștri-timonieri ai vasului și cel de la timona vasului în timpul coliziunii. Responsabil de barca de salvare 6. El refuză să se întoarcă și să-i salveze pe supraviețuitori după scufundare, iar eventual la cârma bărcii ajunge Molly Brown.[41]
- Martin East în rolul lui Reginald Lee: Celălalt gabier din cuibul vulturului. El supraviețuiește dezastrului.
- Gregory Cooke în rolul lui Jack Phillips: Operator-principal la comunicațiile de pe Titanic și cel căruia Căpitanul Smith îi cere să trimită semnalul SOS.
- Craig Kelly în rolul lui Harold Bride: Operator-secundar la comunicațiile de pe Titanic.
- Liam Tuohy în rolul Bucătarului-Șef Charles Joughin: Bucătarul apare în film pe o balustrada a vasului în timpul scufundării lângă Jack și Rose, bând brandy dintr-o ploscă. Conform mărturiei adevăratului Joughin, el a condus vasul spre adâncuri fără a-și uda părul. El a spus și că abia a resimțit frigul, probabil datorită alcoolului prezent în corp.[42]
- Terry Forrestal în rolul Inginerului-Șef Joseph G. Bell: Bell și oamenii săi au lucrat până în ultimul moment pentru a menține lumina și curentul, pentru ca semnalele SOS să fie trimise. Bell și toți inginerii au murit în interiorul Titanicului.

### Roluri cameo
Câțiva marinari de pe Akademik Mstislav Keldysh au apărut în film, inclusiv Anatoly Sagalevich, creatorul și pilotul submersibilului MIR. Anders Falk, care a turnat un documentar pe platourile filmului pentru Societatea Istorică Titanic, apare și el în peliculă, în rolul unui imigrant suedez care îl întâlnește pe Jack Dawson când el intră în cabina lui; Edward Kamuda și Karen Kamuda, președintele și respectiv vice-președintele de atunci ai Societății, care au servit ca și consultanți pentru film, au primit roluri de figuranți.

## Preproducție

### Scenariul și inspirația
James Cameron a avut o fascinație pentru epave, iar pentru el, RMS Titanic a fost „Everestul epavelor.” El era aproape trecut de vârsta la care putea să facă o expediție subacvatică, dar a spus că încă mai are o „neliniște mentală” pentru a trăi viața de cercetător pe care a abandonat-o în liceu în favoarea artei. Deci, atunci când un material IMAX a epavei însăși a fost filmat, el a decis să ceară Hollywood-ului bani pentru o „expediție asemănătoare.” Nu „a fost neapărat pentru că voiam să fac filmul,” a spus Cameron, ci pentru că „voiam să vad epava.”
Cameron a scris un mic scenariu pentru filmul Titanic, s-a întâlnit cu directorii de la 20th Century Fox, inclusiv cu Peter Chernin, și l-a prezentat ca pe un „Romeo și Julieta pe Titanic”. Cameron a spus, „Ei erau ceva de genul, 'Oooooohkaaaaaay – un film romantic de trei ore? Sigur, asta e fix ceea ce ne dorim. Conține și câteva elemente din Terminator? Ceva Jet-uri, împușcături sau curse de mașini?' Le-am spus, 'Nu, nu, nu. Nu e ceva de genul ăla.'” Studioul se îndoia de succesul comercial al filmului, dar dorind o relație pe termen lung cu Cameron, ei i-au dat undă verde.

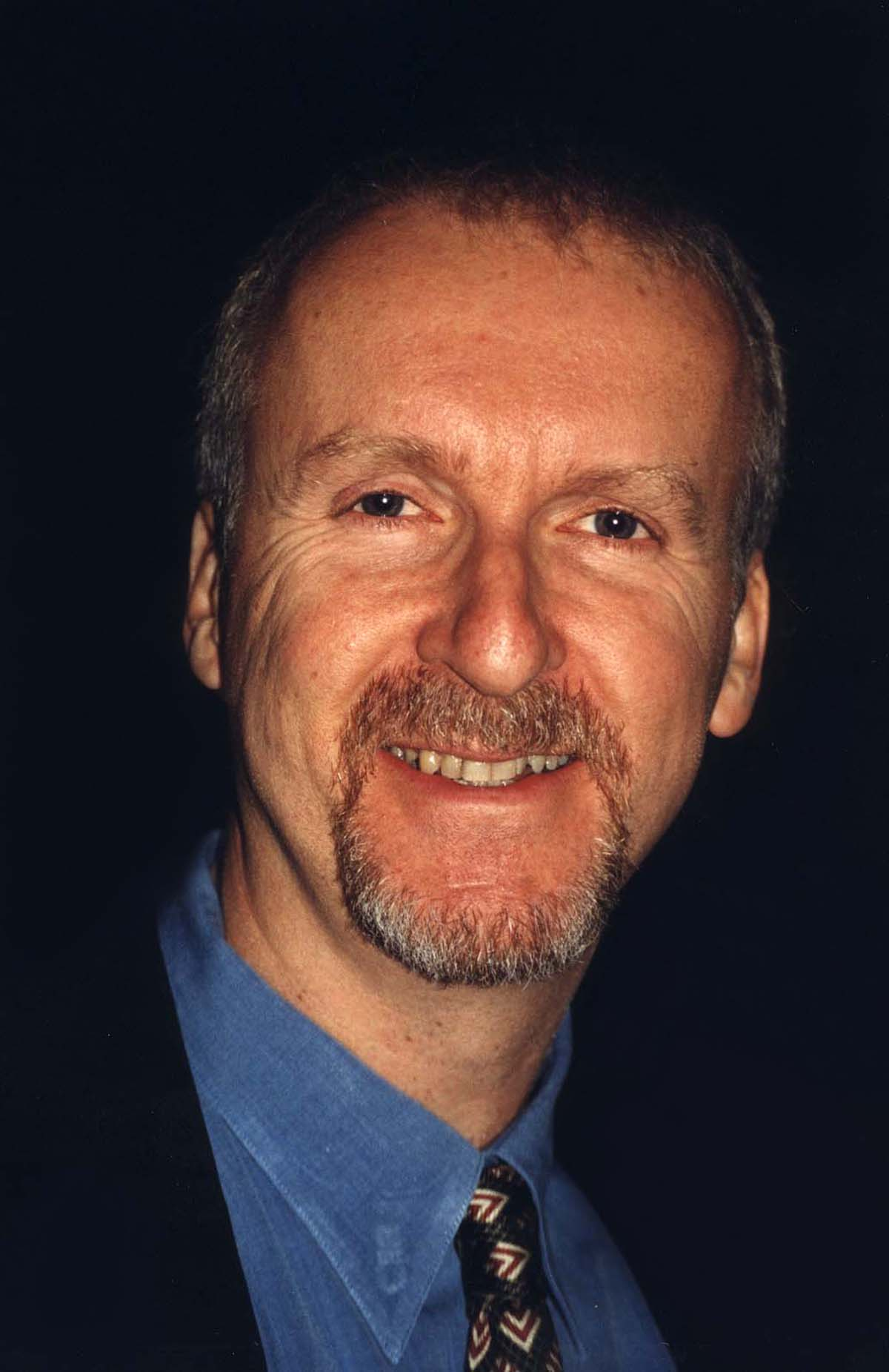
Regizorul, scenaristul și producătorul James Cameron (poză din 2000).

Cameron i-a convins pe cei de la Fox să promoveze filmul bazându-se pe publicitatea avută la filmarea epavei Titanicului și a organizat câteva scufundări pe o perioadă de doi ani. „Scufundările mele trebuiau să scoată la suprafață multe detalii,” a spus Cameron. „Deci le-am spus, 'Uite, începutul trebuie să-i conțină pe cei care explorează Titanic și încearcă să găsească diamantul, deci vom avea toate cadrele posibile cu vasul.” Cameron a spus, „Acum, le putem face fie cu modele elaborate și controlate și CGI și toate cele, care vor costa suma X – sau putem cheltui suma X plus încă 30% și putem merge să filmăm epava însăși.” Echipa a făcut doisprezece scufundări pe parcursul anului 1995 și a petrecut mai mult timp cu nava decât cu pasagerii. La acea adâncime, cu o presiune a apei de peste 4 tone/cm², „un singur defect în structura submarinului ar fi însemnat moarte instantanee pentru toți cei dinăuntru.” Nu numai că riscul era mare, dar condițiile subacvatice l-au împiedicat pe Cameron să obțină materialul de înaltă calitate pe care îl dorea. În timpul unei scufundări, unul dintre submersibile s-a ciocnit cu carena Titanicului, avariind atât submarinul, cât și pachebotul, și lăsând fragmente ale submarinului împrăștiate în jurul superstructurii. Partea externă a camerei cpt. Smith s-a prăbușit, expunând interiorul. Și zona de lângă Marea Scară a fost avariată.
Călătoria subacvatică l-a făcut pe Cameron și echipa sa „să se simtă foarte în viață.... Dar existau și reacții venite după observarea epavei însăși, care nu era doar o poveste, nu era doar o dramă,” a spus el. „Era un eveniment care s-a întâmplat în realitate, iar acolo chiar au murit oameni. Lucrând cu epava atât de mult timp, simți puternic un sentiment de tristețe și nedreptate și îi înțelegi mesajul.” Cameron a spus, „Crezi, 'Nu sunt foarte mulți regizori care merg pe Titanic. Și aceia care merg filmează un documentar.” Din această cauză, el a simțit „o responsabilitate foarte mare în a prezenta mesajul emoțional al epavei”.
După ce a filmat materialul subacvatic, Cameron a început să scrie scenariul. El a vrut să-i onoreze pe oamenii care au murit în timpul scufundării și a petrecut șase luni aflând despre echipajul și pasagerii de pe Titanic. „Am citit tot ce se putea citi. Am creat o cronologie foarte detaliată a puținelor zile ale vasului și a ultimei nopți petrecute la suprafață,” a spus el. „Și m-am ajutat de asta pentru a scrie scenariul și am cerut ajutorul câtorva experți în istorie pentru a analiza ce am scris și pentru a își spune părerea, pentru a ajusta povestea mai târziu.” El a acordat extrem de multă atenție la detalii, incluzând și o scenă în care și vasul Californian a avut un rol în scufundarea Titanicului, cu toate că această idee a fost eliminată mai târziu (vezi mai jos). De la începutul filmărilor, ei au avut „o imagine clară” a ceea ce s-a întâmplat pe navă în acea noapte. „Aveam o bibliotecă plină cu lucruri despre Titanic, deoarece doream să iasă bine, mai ales că am făcut și scufundările pe epavă,” a spus el. „Aveam ștacheta ridicată într-un fel – filmul trebuia să iasă bine. Voiam ca asta să fie o reprezentare definitivă a acestui moment din istorie, ca și cum ai fi călătorit cu o mașină a timpului și ai fi trăit pe viu momentul.”
Cameron a simțit că scufundarea Titanicului a fost ca un „roman care chiar a fost publicat”, asemănător unei fabule; filmul i-ar da audienței experiența de a trăi istoria. Vânătorul de comori Brock Lovett îi reprezenta pe cei care nu au simțit niciodată elementul uman al tragediei, iar povestea de dragoste dintre Jack și Rose, credea Cameron, ar fi cea mai captivantă parte a poveștii: când dragostea lor este într-un final distrusă, audiența va jeli pierderea. El a spus: „Toate filmele mele sunt povești de dragoste, dar în Titanic am reușit să echilibrez balanța. Nu este un film cu dezastre. Este o poveste de dragoste acoperită de un strat al istoriei reale.”
Cameron a combinat povestea cu Rose la bătrânețe pentru a deveni palpabilă și amară. În timp ce Winslet și Stuart cred că personajul nu doarme, ci moare la finalul filmului, Cameron a spus că, cu toate că știe ce a intenționat cu sfârșitul, el nu își va dezvălui niciodată acestă intenție, adăugând, „Răspunsul trebuie să ți-l dai tu singur, individual.”

### Replica la scară largă

Replica RMS Titanic. Planurile au fost furnizate de constructorul original al pachebotului, iar Cameron a încercat să facă vasul cât de exact și detaliat s-a putut.

Harland and Wolff, constructorul original al RMS Titanic, a furnizat arhive private echipei, acestea conținând și planuri ce se credeau pierdute. Pentru interiorul vasului, designerul Peter Lamont a căutat artefacte din acea vreme. Noutatea vasului însemna că fiecare recuzită trebuia construită de la zero. Fox a obținut peste 160.000 m² din Playas de Rosarito în Mexic și a început să construiască un nou studio pe 31 mai 1996. Replica a fost construită la scară largă, dar unele părți au fost create digital. Bărcile de salvare și coșurile de fum au fost micșorate cu 10%. Puntea principală și puntea A au fost platourile pe care s-a lucrat. Sub replica pachebotului exista o platformă care să-l clatine în secvențele de după ciocnire. Deasupra se afla o macara înaltă de 49 m legată la o șină de 180 m, ce servea la construcții combinate, ecleraj și platforma camerei.
Interioarele Titanicului au fost reproduse exact ca și cele construite original, folosindu-se fotografii și planuri de la constructorul Titanicului. „Marea Scară de la clasa I, care iese în evidență încă din scenariu, a fost construită din lemn și distrusă în timpul filmărilor.” Meșteri din Mexic și Marea Britanie Mexico and Britain au sculptat panoul de ornament din ipsos conform designului original de pe Titanic. Mochetele, tapițeria, anumite piese de mobilier, lămpile, scaunele, tacâmurile și faianța, cu simbolul White Star Line crestat pe fiecare piesă, au fost printre obiectele recreate după designul original. Cameron a angajat adițional doi istorici, Don Lynch și Ken Marschall, pentru a autentifica detaliile istorice ale filmului.

## Producție
Filmările la Titanic au început în iulie 1996 în Dartmouth, Noua Scoție, la bordul navei Akademik Mstislav Keldysh. În septembrie 1996, filmările s-au mutat la noul studio Fox Baja din Rosarito, Mexic, unde o replică la scară largă a  Titanicului a fost construită. Puntea principală a fost construită pe o platformă care se putea înclina de la 0 la 90° în câteva secunde, în timp ce pupa vasului se ridică în timpul scufundării. Pentru siguranța cascadorilor, multe recuzite erau făcute din spumă poliuretanică. Până la 15 noiembrie, au fost filmate scenele de îmbarcare. Cameron a ales să-și construiască RMS Titanic pe partea babordului în urma unui studiu meteorologic care a dezvăluit că vântul bătea de la nord la sud. Acest lucru a cauzat o problemă la filmarea plecării navei din Southampton, de vreme ce era acostat pe babord. Implementarea direcțiilor scrise, precum și recuzita și costumele, au trebuit să fie inversate; de exemplu, dacă cineva avea de mers în dreapta în scenariu, ar fi trebuit ca în timpul filmării să meargă în stânga. În post-producție, filmul a fost întors în direcția corectă.
A fost angajat și un expert în maniere pentru ca actorii să învețe rafinamentul de la clasa I din anul 1912. Cu toate acestea, unii critici au subliniat anacronismul filmului.

Cadru apropiat cu desenul nud al lui Rose și „Inima Oceanului”. Scena nud a fost una dintre primele scene filmate, deoarece platoul principal nu era încă pregătit.

Cameron a schițat portretul nud a lui Rose pentru o scenă pe care el o simte că ar conține un sentiment de rebeliune. „Știi cât de mult înseamnă pentru ea libertatea pe care o simte. E un motiv de fericire,” a spus el. Scena nud a lui DiCaprio și Winslet a fost prima lor scenă împreună. „Nu am pregătit-o aproape deloc, cu toate că nu putea fi pregătită mai bine. Există o emoție și o energie și o ezitare,” a spus Cameron. „Ei au repetat împreună, dar nu au filmat nimic împreună.” Cameron a spus că el și echipa sa „căutau ceva să filmeze”, deoarece platoul principal nu era încă pregătit. „Mai duraseră încă câteva luni până să fie gata, deci tot încercam să găsim ceva de filmat.” După ce a văzut această scenă, Cameron a simțit că totul a ieșit foarte bine.
În alte zile, filmările nu erau așa de liniștite. Experiențele actorilor pe platou „au întărit reputația formidabilă de 'cel mai înspăimântător om de la Hollywood' a lui Cameron. El devenise cunoscut pentru intransigența și perfecționismul său, iar filmările au fost parcă conduse de un cpt. Bligh modern, cu un megafon și un walkie-talkie, ce se plimbă prin fața oamenilor cu o macara de 50 de metri”. Winslet și-a luxat un os de la cot în timpul filmărilor și era îngrijorată că o să se înece în rezervorul de 17 metri în care replica urma să fie scufundată. „Erau momente când eram chiar speriată de el. Jim are un temperament de necrezut,” a spus ea. „'La naiba!' țipa el la unii actori, 'asta e fix ceea ce nu voiam!'” Un alt actor, Bill Paxton, era familiar cu metodele lui Cameron de la experiențele anterioare cu el. „Erau mulți oameni pe platou. Jim nu e unul dintre aceia care dorește să câștige inimi și suflete,” a spus el. Echipa credea într-un alter ego rău a lui Cameron, pe care ei l-au numit „Mij” (Jim întors). Răspunsul lui Cameron pentru aceste critici a fost, „Să faci un film e ca și în război. O mare bătălie între afaceri și estetică.”
În timpul filmărilor din Canada de pe Akademik Mstislav Keldysh, un membru nervos din echipă le-a pus în supele lui Cameron și a altora un drog disociativ psihedelic, numit fenciclidină. Peste 50 de persoane au ajuns la spital, inclusiv Bill Paxton. „Erau persoane care se rostogoleau pe jos, inconștienți de ce fac. Unii dintre ei ziceau că văd linii și culori,” a spus actorul Lewis Abernathy. Cameron a reușit să vomite înainte ca drogul să-și facă efectul complet. Abernathy era șocat de cum arăta. „Un ochi era complet roșu, asemănător cu cel a lui Terminator. O pupilă fără iris, complet roșie. Celălalt ochi arăta ca și cum el ar fi mirosit lipici încontinuu de când era mic.” Persoana din spatele otrăvirii nu a fost găsită.

Filmările trebuiau să dureze 138 de zile, dar s-au prelungit la 160. Mulți membri au răcit sau au avut infecții la rinichi după multe ore petrecute în apa rece, inclusiv Winslet. La final, ea a decis că nu va mai lucra din nou cu Cameron decât dacă va câștiga „mulți bani”. Unii actori au plecat, iar trei cascadori și-au rupt oasele, dar Asociația Actorilor a decis după o investigație că nu era nimic în neregulă cu platoul. În plus, DiCaprio a spus că în niciun moment al filmărilor el nu s-a simțit în pericol. Cameron a crezut în metodele sale și nu și-a cerut scuze pentru felul în care a condus filmările, cu toate că a recunoscut:
Sunt exigent cu echipa mea. Așa este când trebuie să te confrunți cu un număr mare de persoane; mii de actori și cascadori și membrii de echipă.
Costul filmărilor pentru Titanic creștea din ce în ce mai mult, până când a ajuns la 200 milioane $, puțin peste 1 milion $ per minut de ecranizare. Cei de la Fox s-au panicat și au cerut să vadă o oră din acest film de trei ore. Ei au spus că un film lung însemna mai puține ecranizări la cinema, deci mai puține încasări, cu toate că filmele epice lungi ajută regizorii să câștige premii Oscar. Cameron a refuzat, spunându-le celor de la Fox, „Vreți să-mi tăiați din film? Va trebui să mă concediați! Vreți să mă concediați? Va trebui să mă omorâți!” Directorii nu voiau să ia totul de la capăt, deoarece ar fi însemnat pierderea întregii investiții, dar inițial au renunțat și la oferta lui Cameron de a-și anula câștigurile din profitul filmului; ei nu credeau că profitul va fi mare.
Cameron a explicat această anulare: „...pe scurt, filmul a costat mai mult decât T2 și True Lies. Acele filme au avut bugetul cu 7 sau 8% mai mare decât cel inițial. Titanic a avut un buget mare încă de la început, dar a crescut foarte mult pe parcurs,” a spus Cameron. „Fiind producătorul și regizorul filmului, îmi asum responsabilitatea studioului care vine cu banii, deci încerc să le fac viața cât mai ușoară. Am făcut asta de două ori. Ei nu m-au forțat să o fac, dar au fost bucuroși că am făcut-o.”

## Postproducție

### Efecte speciale
Cameron a vrut să împingă limitele efectelor speciale în filmul său și i-a angajat pe cei de la Digital Domain să-și continue dezvoltarea în tehnologia digitală pe care regizorul a folosit-o la Abisul și Terminatorul 2: Ziua Judecății. Multe filme anterioare cu RMS Titanic conțineau apă filmată în ralanti, ceea ce nu arăta foarte convingător. El i-a încurajat să filmeze replica în miniatură a pachebotului de 14 metri lungime ca și cum ar „fi făcut o reclamă pentru White Star Line”. Exista și o replică a pupei vasului de 20 metri lungime care se putea rupe în două în mod repetat, fiind singura miniatură care se putea folosi în apă. Pentru scenele din camera motoarelor, a fost filmat material cu motoarele vasului SS Jeremiah O'Brien, iar actorii au filmat lângă ecranul verde. Pentru a economisi bani, separeul de la clasa I a fost filmat și el cu ecran verde, în spatele actorilor. Replica în miniatură a Salonului va fi ulterior strivită pentru a simula distrugerea camerei, iar replica coridorului de la Clasa I a fost inundată cu apă în timp ce camera se îndepărtează.

Spre deosebire de filmele cu Titanic anterioare, versiunea lui Cameron arată ruperea pachebotului în două înainte să se scufunde. Aceste scene sunt probabil cele mai aproape de adevăr. Filmul lui Cameron a fost al doilea film cu Titanic care arată ruperea vasului în două, după cel din 1996.

Un vas cu capacitatea de 19 milioane de litri a fost folosit pentru scena când pachebotul se scufundă, în acest vas fiind posibilă intrarea întregii replici. Pentru a scufunda Marea Scară, 340.000 de litri de apă au fost aruncate peste ea în timp ce replica era scufundată în acel vas. Surprinzător, apa a distrus scara cu totul, cu toate că nimeni nu a fost rănit. Prima jumătate a exteriorului de 227 metri lungime al RMS Titanic a fost scufundat în vas, dar fiind cea mai grea parte a replicii, ea a funcționat ca un amortizor pentru apă; pentru ca toată replica să fie scufundată în apă, Cameron a golit tot platoul și a spart unele ferestre. Au fost nevoie de trei zile de filmări pentru scenele din prezent în care Lovett explorează epava cu ajutorul VCD-ului său. Scenele de după scufundare, în Atlanticul înghețat, au fost filmate într-un vas cu capacitatea de 1,3 milioane de litri, iar cadavrele pasagerilor au fost create prin aplicarea unui praf care se cristaliza când era expus la apă și prin aplicarea de ceară pe păr și haine.
Scena culminantă, care conține ruperea pachebotului și scufundarea pe fundul Atlanticului, a implicat înclinarea întregii replici, 150 de figuranți și 100 de cascadori. Cameron a criticat filmele anterioare cu Titanic, care arătau cum pachebotul se scufundă lin în Atlantic. El a „vrut să arate cât de haotic și terifiant a fost evenimentul în realitate”. La momentul filmărilor, oamenii trebuiau să alunece în apă, lovindu-se între timp de balustrade și elice. Câteva încercări de genul au rezultat la rănirea ușoară a unor cascadori, iar Cameron a anulat alte cascadorii mai periculoase. Riscurile au fost în cele din urmă diminuate, datorită folosirii „oamenilor generați pe calculator pentru căderile periculoase”.

### Montaj
A fost un „fapt istoric crucial” pe care Cameron a ales să-l omită din film – SS Californian era aproape de Titanic, dar și-a oprit radioul în acea noapte și nu le-a auzit semnalele SOS și nici nu au văzut rachetele de semnalizare. „Da, [SS] Californian. Au fost aspecte ale scufundării care păreau importante în pre și postproducție, dar s-au dovedit a fi neimportante pe parcurs ce filmul evolua. „Povestea cu Californian era și ea acolo; chiar am filmat și o scenă în care ei și-au oprit radioul Marconi,” a spus Cameron. „Dar am eliminat-o pentru că te scotea din lumea filmului. Titanic este puternic în sens metaforic, ca un microcosmos pentru sfârșitul lumii, într-un fel.”
În timpul primei versiuni, Cameron avea un alt final, care încheia povestea lui Brock Lovett. În această versiune, Brock și Lizzy o văd pe Rose cea bătrână la pupa navei, crezând că o să se sinucidă. Rose le dezvăluie că a avut „Inima Oceanului” în tot acest timp, dar nu l-a vândut niciodată. Ea îi spune lui Brock că viața nu are preț și după ce îl lasă să țină colierul în mână, îl aruncă în apă. După ce își dă seama că nu există nicio comoară, Brock râde de propria prostie. Rose se duce apoi în camera ei pentru a dormi, iar de aici filmul se termină la fel ca în versiunea finală. În camera de montaj, Cameron a decis că în acest moment al filmului, spectatorii nu vor mai fi interesați de Brock Lovett, iar Rose trebuie să fie singură când aruncă diamantul. El nu a vrut nici să întrerupă melancolia de după scufundarea Titanicului.
În versiunea pentru prima ecranizare de testare, exista și o scenă de luptă între Jack și Lovejoy care are loc după ce Jack și Rose scapă prin salonul inundat, dar audiența de testare nu a apreciat-o. Scena a fost adăugată pentru a adăuga suspans filmului, iar Cal îi oferea (mincinos) lui Lovejoy, valetul său, „Inima Oceanului” dacă va putea să o recupereze de la Jack și Rose. Lovejoy urmărește perechea până în separeul de la clasa I. Lovejoy îi observă mâna lui Rose pe după masa de care se ascund. În semn de răzbunare pentru „furtul” colierului, Jack îl atacă și îi sparge capul cu ajutorul unei oglinzi, care explică tăietura de pe fața lui, observabilă înainte să moară în versiunea finală a filmului. Audiența de testare a spus că ar fi nerealist dacă ar fi riscată viața unuia pentru bani, iar Cameron a înlăturat scena din acest motiv, precum și din motivul că ar adăuga mult la durata filmului. Multe alte scene au fost scoase din aceleași motive.

### Muzica și coloana sonoră
Albumul coloanei sonore din Titanic a fost compus de James Horner. Pentru vocalizele auzite pe parcursul filmului, descrise ulterior de Earle Hitchner de la The Wall Street Journal ca fiind „evocatoare”, Horner a ales-o pe cântăreața norvegiană Sissel Kyrkjebø, cunoscută publicului ca „Sissel”. Horner o știa pe Sissel datorită albumului ei Innerst i sjelen și îi aprecia vocea mai ales datorită melodiei „Eg veit i himmerik ei borg” („Știu că în Rai este un Castel”). El a chemat peste 25 sau 30 de cântărețe până să o aleagă într-un final pe Sissel pentru vocea creatoare de stări specifice din film.
Horner a scris și versurile pentru melodia „My Heart Will Go On”, în secret cu Will Jennings, deoarece Cameron nu voia nicio melodie cu versuri în film. Céline Dion a acceptat să înregistreze un demo după ce a fost convinsă de soțul ei, René Angélil. Horner a așteptat până Cameron era într-o dispoziție bună pentru a-i prezenta melodia. După ce l-a ascultat de câteva ori, Cameron a fost mulțumit, cu toate că era îngrijorat că va fi criticat pentru că a devenit „comercial la finalul filmului”. Cameron a vrut și să le facă pe plac producătorilor executivi ai studioului și a înțeles că „un cântec hit în filmul său îi va asigura desăvârșirea”.

### Inima Oceanului
Pentru designul Inimii Oceanului, bijutierii londonezi Asprey & Garrard au folosit zirconiu cubic îmbrăcat în aur alb pentru a crea colierul în stil Edwardian, folosit ca recuzită pentru film. Asprey & Garrard au produs și imaginat colierul: rezultatul a reprezentat trei concepte diferite și unice. Două dintre ele au fost folosite în film, în timp ce ultimul a rămas neutilizat până după lansarea filmului. Cele trei coliere sunt cunoscute drept: recuzita originală, colierul J. Peterman și colierul Asprey. Cele trei coliere sunt foarte similare, dar au câteva diferențe perceptibile.
Al treilea și ultimul design nu a fost folosit în film. După succesul peliculei, Asprey & Garrard au primit misiunea de a crea un colier Inima Oceanului folosind designul original. Rezultatul a fost un safir Ceylon de platină în formă de inimă, de 171 carate (cântărind 34,2 g) cu 103 diamante.  Designul prezenta un safir Ceylon mai mare și cu o despicătură ce definea o inimă. Lanțul conținea un set de diamante albe rotunde și șlefuite. Colierul a fost donat casei de licitații Sotheby's din Beverly Hills pentru o licitație în beneficiul Fundației Prințesei Diana și a Fundației Californiei de Sud pentru lupta contra SIDA. A fost vândut unui client Asprey neidentificat pentru 1,4 milioane $, sub înțelegerea că Celine Dion îl va purta două nopți mai târziu la ceremonia Premiilor Oscar 1998. De atunci, colierul nu a mai fost prezentat publicului.

## Lansare

### Difuzarea inițială
20th Century Fox și Paramount Pictures au co-finanțat Titanic, Paramount ocupându-se de distribuția în America de Nord, iar Fox de lansarea internațională. Ei se așteptau ca filmul să fie terminat de Cameron pentru o lansare programată pe 2 iulie 1997. Filmul trebuia să fie lansat la acea dată „pentru a se exploata vânzările biletelor în sezonul verii, atunci când filmele blockbuster se descurcă cel mai bine”. În aprilie, Cameron a spus că efectele speciale ale filmului sunt prea complicate, iar lansarea în vară a filmului nu este posibilă. Cu unele întârzieri, Paramount a amânat lansarea pentru 19 decembrie 1997. „Acest lucru a alimentat speculațiile cum că filmul este un dezastru.” O ecranizare timpurie în Minneapolis pe 14 iulie „a generat reacții pozitive” și „discuțiile de pe internet erau favorabile filmului”. Acest lucru a dus eventual la reacții pozitive și din partea mass-mediei.
Filmul a avut premiera pe 1 noiembrie 1997 la Festivalul Internațional de Film de la Tokyo, unde reacțiile au fost descrise de The New York Times ca fiind „indiferente”. Recenziile pozitive au început să apară în Statele Unite; premiera oficială de la Hollywood a avut loc pe 14 decembrie 1997, unde „starurile marelui ecran care au participat la premieră erau entuziasmați”.

## Încasări
Incluzând relansările din 2012, 2017 și 2023, Titanic a câștigat 674 milioane de dolari în America de Nord și 1,573 miliarde de dolari în alte țări, pentru un total mondial de 2,25 miliarde de dolari. A devenit filmul cu cele mai mari încasări din toate timpurile în 1998, și a rămas pe primul loc timp de doisprezece ani, până când Avatar (2009), scris și regizat tot de Cameron, l-a surclasat în 2010. Pe 1 martie 1998, a devenit primul film cu încasări de peste 1 miliard de dolari internațional, iar în weekend-ul 13–15 aprilie 2012—la un secol după scufundarea pachebotului, Titanic a devenit al doilea film ce încasează peste 2 miliarde de dolari, cu ajutorul relansării 3D. Box Office Mojo estimează că, ajustându-se inflația prețului biletelor, Titanic este al cincilea film cu cele mai mari încasări din toate timpurile în America de Nord. Site-ul estimează și că filmul a vândut peste 128 de milioane de bilete în SUA în timpul primei lansări.
Titanic a fost primul film străin care a avut mare succes în India, țară care numără cei mai mulți spectatori în sălile de cinematograf din lume.

### Premiera
Filmul a fost primit cu ovații după premiera din America de Nord de pe 19 decembrie 1997. La sfârșitul aceluiași weekend, cinematografele erau pline până la refuz. Filmul a câștigat 8.658.814 de dolari în ziua premierei și 28.638.131 de dolari în timpul weekend-ului premierei din 2.674 de cinematografe, media fiind de 10.710 dolari per cinematograf, și se clasa pe locul 1 în clasamentul încasărilor, în fața filmului cu James Bond 007 și Imperiul Zilei de Mâine. După anul nou, Titanic câștigase peste 120 milioane de dolari, crescuse în popularitate, iar cinematografele continuau să fie pline până la refuz. Ziua cu cele mai multe încasări a fost sâmbătă, 14 februarie 1998, în care a câștigat 13.048.711 de dolari, la mai bine de opt săptămâni de la debutul nord-american. A stat în America de Nord pe locul unu pentru 15 săptămâni consecutive, un record pentru orice film. Filmul a rulat în cinematografele din America de Nord pentru aproape 10 luni, ultima zi când a rulat fiind marți, 1 octombrie 1998, încasările pe plan domestic ajungând la 600.788.188 de dolari. Pe plan internațional, filmul a avut încasări duble față de cele din America de Nord, generând 1.242.413.080 de dolari, acumulând în total 1.843.201.268 de dolari.

### Analiza comercială
Înainte de lansarea lui Titanic, anumiți critici de film au prezis că filmul va fi o dezamăgire semnificativă la box office, în special din cauza bugetului, cel mai mare de până atunci. Când a fost difuzat în fața presei în toamna anului 1997, a avut loc un „presentiment rău” de vreme ce „oamenii care au întreprins difuzările credeau că sunt pe cale să-și piardă slujba – datorită acestui mare albatros al filmului la care, într-un final, două studiouri au trebuit să împartă costurile producției”. Până și Cameron a crezut la un moment dat că „se îndreaptă spre un dezastru”. „A trebuit să conștientizăm în ultimele șase luni de Titanic că studioul va pierde 100 de milioane $. Era o certitudine,” a spus el. În vreme ce filmul se apropia de lansare, „spre Cameron se arunca cu venin datorită extravaganței sale monumentale și hybrisului”. Un critic de film de la Los Angeles Times a scris că „Mândria nemăsurată a lui Cameron a fost foarte aproape să anuleze acest proiect” și că filmul a fost „o copie banală și complet derivativă a romanțelor vechi Hollywood-iene”.
Când filmul a devenit un succes, cu o performanță la box office fără precedent, a fost descris ca o poveste de dragoste ce a captat emoțiile spectatorilor. Filmul era difuzat în peste 3.200 de cinematografe la zece săptămâni după premieră, în a noua săptămână de la lansare câștigurile se majoraseră cu 43%, iar după cincisprezece săptămâni încă era pe primul loc în ierarhia încasărilor. În primele zece săptămâni, a câștigat peste 200 de milioane $ și după 14 săptămâni încă aducea 1 milion $ pe săptămână. 20th Century Fox a estimat că 7% din adolescentele americane au vizionat Titanic de două ori până în a cincea sa săptămână. Cu toate că tinerele care au văzut filmul de câteva ori și care au cauzat ulterior „Leo-Mania” sunt considerate deseori ca cele care au contribuit substanțial la recordul de încasări al filmului, alte date atribuie succesul filmului pe părerile „din vorbă în vorbă” pozitive ale spectatorilor și pe vizionările repetate ale poveștii de dragoste combinată cu efectele speciale spectaculoase.
A fost notat și impactul filmului asupra bărbaților. Acum considerat un film la care „și bărbații plâng”, Ian Hodder de la MSNBC a spus că bărbații admiră simțul de aventură a lui Jack de pe pachebotul ce se îndreaptă spre America. „Îl lăudăm pentru că are curajul să curteze o tipă care nu e deloc de nasul lui. Îl admirăm pentru că are curajul să sugereze desenul nud ca scuză pentru a se dezbrăca. Deci când [finalul tragic are loc], un torent incontrolabil de lacrimi ne șiroiește pe față,” a spus el. Abilitatea lui Titanic de a-i face pe bărbați să plângă a fost parodiată succint în filmul Zombieland din 2009, unde personajul Tallahassee (Woody Harrelson) își amintește de moartea fiului său și spune: „Nu am mai plâns așa de la Titanic.”
În 2010, BBC a analizat această legendă a Titanicului și a altor filme în general. „Bărbații de vârsta a doua 'nu ar trebui' să plângă în timpul filmelor,” a spus Finlo Rohrer pe site-ul web, citând că finalul din Titanic a generat lacrimi, dar „bărbații, dacă au plâns în timpul [filmului], au făcut-o pe ascuns.” Profesoara Mary Beth Oliver de la Universitatea de Stat din Pennsylvania a spus, „Pentru mulți bărbați, există o mare presiune în reprimarea emoțiilor 'feminine' precum tristețe sau frică. De la o vârstă fragedă, bărbații sunt învățați că este nepotrivit să plângă, iar această lecție este deseori acompaniată de o doză mare de batjocură dacă nu este învățată.” Rohrer a spus, „Într-adevăr, anumiți oameni care insinuează că au suspinat la Titanic vor admite cu tărie că au plâns la Salvați soldatul Ryan sau Plutonul.” Pentru bărbați în general, „ideea sacrificiului pentru un 'frate' este o sursă mai adecvată de emoție”.
Scott Meslow de la revista The Atlantic a spus că, în timp ce Titanic pare inițial să nu aibă nevoie de apărare, având în vedere succesul său, este considerat un film pentru „fetele de 15 ani” de principalii săi detractori. El a spus că, cei care consideră Titanic un nutreț pentru fetele de 15 ani nu îi văd adevăratele realizări: „[această] dramă romantică și istorică de peste trei ore este un film pentru toți—inclusiv pentru adolescenți.” Meslow a spus că, cu toate că filmul se clasează pozitiv în rândul băieților de până în 18 ani, în comparație cu filmele destinate pentru adolescenți, precum Omul de fier, este de înțeles de ce băieții și bărbații neagă că lor le-a plăcut Titanic. El a recunoscut că a respins filmul ca și copil, dar în secret i-a plăcut. „Această colecție de elemente—istorie, dragoste, acțiune—a făcut (și face în continuare) din Titanic o plăcere irezistibilă pentru spectatorii de toate vârstele de pe tot mapamondul,” a spus el. „Titanic a avut neajunsuri, dar moștenirea sa este mai bună decât reputațiile snoabe pe care ai tinde să le crezi. Este un film grozav pentru fetele de 15 ani, dar asta nu înseamnă că nu este un film grozav și pentru oricine altcineva.”
Replicile din film au ajutat la popularitatea sa. Replica „I'm the king of the world!” a devenit una dintre cele mai celebre din industrie. Conform lui Richard Harris, un profesor de psihologie de la Universitatea de Stat din Kansas, care a studiat de ce le plac oamenilor să citeze replici din film în situații sociale, a spus că utilizarea replicilor din film în conversațiile de zi cu zi este similară cu un banc și ajută la formarea unei solidarități cu ceilalți. „Oamenii o fac pentru a se simți bine în pielea lor, pentru a-i face pe ceilalți să râdă și pentru a-i face pe ei înșiși să râdă”, a spus el.
Cameron a explicat că succesul filmului s-a bazat și pe experiența de a împărtăși. „Când oamenii trăiesc o experiență puternică la cinematograf, ei vor să o împărtășească. Vor să-și aducă prietenii, pentru ca și ei să se bucure,” a spus el. „Ei vor să fie acea persoană care aduce vestea cum că există ceva în viață pentru care merită să trăiești. Așa a funcționat Titanic.” Media Awareness Network a spus că, „Rata de repetare a vizionării unui blockbuster este de aproximativ 5%. La Titanic a fost de peste 20%.” Încasările „au fost și mai impresionate” deoarece „durata de 3 ore și 14 minute însemna că filmul putea fi difuzat doar de trei ori pe zi, în comparație cu difuzările standard de 4 ori pe zi a unui film”. Prin urmare, „[m]ulte cinematografe începeau cu difuzările de la miezul nopții și aveau sala plină până aproape de 3:30 dimineața”.
Titanic a fost filmul cu cele mai multe încasări din toate timpurile timp de 12 ani. Filmul lui Cameron, Avatar, a fost considerat primul film cu o șansă serioasă de a-l întrece pe plan mondial, iar acest lucru s-a și întâmplat în 2010. Au fost oferite diferite explicații despre cum filmul a avut șansa să surclaseze Titanicul. De exemplu, „Două treimi din încasările Titanicului au fost câștigate în afara Americii de Nord, iar Avatar [l-a urmat] similar... Avatar a avut premiera în 106 cinematografe mondial și a fost pe primul loc peste tot” iar locuri „precum Rusia, unde Titanic a avut câștiguri modeste în 1997 și 1998, sunt mai pline astăzi” de „cinematografe și cinefili” ca niciodată. Brandon Gray, președintele Box Office Mojo, a spus că, în timp ce Avatar poate că a întrecut recordul încasărilor a lui Titanic, filmul este improbabil să surclaseze Titanicul la numărul de spectatori. „Prețul biletelor era cu 3 dolari mai ieftin la sfârșitul anilor '90.” În decembrie 2009, Cameron a spus, „Nu cred că este corect să ridicăm Titanicul atât de mult în slăvi. Au fost lansate filme destul de bune în ultimii ani. Titanic a avut doar noroc.” Într-un interviu din ianuarie 2010, odată ce încasările Avatarului erau ușor de prezis, el a prezentat o altă abordare. „Se va întâmpla. Este doar o chestiune de timp,” a spus el.
Scriitoarea Alexandra Keller, analizând succesul Titanicului, a spus că experții pot cădea de acord că popularitatea filmului „este dependentă de cultura contemporană, percepția istoriei, tiparele consumerismului și al globalizării, precum și de acele elemente pe care cinefilii experimentați le așteaptă de la un blockbuster din anii '90 – un spectacol grozav, o acțiune vastă, și, mai rar văzut, personaje captivante și o dramă epică.”

## Reacția criticilor
Titanic a fost primit în mare parte pozitiv de către critici, audiențe și experți, care au comentat despre impactul cultural, istoric și politic al filmului. Are un scor de 88% pe site-ul web Rotten Tomatoes, pe baza a 178 de recenzii, cu un rating în medie de 8 din 10. Consensul de pe site citează: „Un triumf în mare parte necalificat al lui Cameron, care oferă un amestec amețitor de efecte spectaculoase și o melodramă de modă veche.” Pe Metacritic, filmul are un scor de 74/100, bazat pe 34 de recenzii, și este clasificat ca un film în mare parte apreciat. Audiența de pe CinemaScore i-au acordat filmului nota "A+" pe o scală de la A+ to F, fiind printre cele mai puțin de 60 de filme din istoria platformei care au obținut nota maximă.
Vorbind despre designul filmului în general, Roger Ebert a spus, „Este meșteșugit fără greșeală, construit inteligent, jucat ferm, și fermecător... Filmele de acest gen nu sunt deloc greu de realizat, dar sunt aproape imposibil de realizat cum trebuie.” El spus că „dificultățile tehnice descurajează atât de mult încă apare întrebarea când vor mai reuși cineaștii să aducă drama și istoria la asemenea proporții” și că „el a fost convins atât de poveste, cât și de tristețea ei”. El l-a numit al nouălea său film preferat al anului 1997. La emisiunea Siskel & Ebert, filmul a primit „două degete mari” și a fost lăudat pentru precizia cu care a fost recreată scufundarea navei; Ebert l-a descris ca pe un film „epic și glorios al Hollywood-ului” și că „merită așteptarea,” iar Gene Siskel l-a descris pe Leonardo DiCaprio ca fiind „captivant”. James Berardinelli a spus, „Meticulos la detalii, dar vast la scop și intenție, Titanic este genul de film epic care a devenit o raritate. Nu poți pur și simplu să vizionezi Titanic, îl și trăiești.” L-a numit al doilea său film preferat al anului 1997. Almar Haflidason de la BBC a scris că „scufundarea vasului nu este un secret, dar pentru mulți a depășit așteptările în absolut și tragedie” și că „atunci când te gândești că [filmul] are peste trei ore, îți dai seama de doza de spectacol obținută de Cameron”. Joseph McBride de la Boxoffice Magazine a conchis, „A descrie Titanic ca cel mai grozav film de dezastru din toate timpurile este puțin spus. Viziunea lui James Cameron a scufundării din 1912 a pachebotului 'imposibil de nescufundat' este una dintre cele mai magnifice piese de spectacol realizată vreodată de Hollywood.”
Aspectele pline de romantism și emoție au fost și ele apreciate. Andrew L. Urban de la Urban Cinefile a spus, „Nu vei ieși de la Titanic vorbind despre buget sau durată, ci despre puterea sa emoțională enormă, la fel de enormă ca elicele motoarelor vasului însuși, care îți pătrund adânc în inimă și rezistă la fel de mult ca și povestea de dragoste.” Owen Gleiberman de la Entertainment Weekly a descris filmul ca, „Un spectacol luxuriant și terifiant al unui sfârșit de poveste romantică. Scenaristul-regizorul James Cameron a remontat catastrofa care a definit începutul secolului 20 la scala umană a dorinței purificate și înfiorătoare încât atinge și cele mai adânci niveluri ale filmului popular.” Janet Maslin de la The New York Times a spus că „Titanicul magnific al lui Cameron este primul spectacol după câteva decenii care poate fi comparat cu Pe aripile vântului.” Richard Corliss de la revista Time, pe de altă parte, a scris o recenzie în mare parte negativă, criticând lipsa elementelor emoționale interesante.
Unii recenzenți au spus că povestea și replicile au fost slabe, dar imaginile au fost spectaculoase. Recenzia lui Kenneth Turan de la Los Angeles Times a fost caustică în mare parte. Anulând elementele emoționale, el a spus, „Ce îmi dă mie lacrimile este insistența lui Cameron în a scrie un astfel de film, care nu se află în limita posibilităților sale. Și nu numai că nu se află, dar nici măcar nu se apropie”, iar ulterior a spus că motivul pentru care filmul a câștigat atât de multe premii Oscar este datorită încasărilor. Barbara Shulgasser de la The San Francisco Examiner i-a acordat lui Titanic o stea din patru, spunând, „Faptul că cele două [personaje principale] fac referire unul la celălalt de atâtea ori denotă lipsa dramatică a replicilor interesante din scenariu.” În plus, cineastul Robert Altman l-a numit „cel mai îngrozitor film pe care l-am văzut în viața mea”. În studiul său din 2012 asupra vieții pasagerilor de pe Titanic, istoricul Richard Davenport-Hines a spus, „Filmul lui Cameron i-a făcut păcătoși pe bogații americani și englezii educați, anulându-le reținerile emoționale, costumația, manierele pedante și antrenamentul gramatic, în timp ce îi face pe irlandezi obidiți și eroi romantici agramați”.
Pe lângă laude, Titanic a fost primit și cu critici. În 2003, filmul a fost pe clasat pe primul loc într-o listă a „Celor mai bune finaluri de film”, dar a ajuns pe primul loc și într-un top al „celor mai proaste filme din toate timpurile” realizat de Film 2003. Revista britanică de film Empire și-a redus recenzia entuziastă originală de la maximul de cinci stele la una mai puțin apreciativă, de patru stele, pentru a se acomoda cu gusturile cititorilor, care doreau să se îndepărteze de moda ce înconjura filmul și de activitățile presupuse ale fanilor, precum participarea la difuzări multiple. În plus, parodiile pozitive și negative care circulau pe internet erau din abundență, inspirând des răspunsuri pasionale din partea fanilor filmului. Benjamin Willcock de la DVDActive.com nu a înțeles criticile sau ura pasională pentru film. „Ce mă deranjează pe mine...,” a spus el, „sunt cei care fac afirmații negative despre cei cărora le-a plăcut.” Willcock a mai spus, „Nu am nimic bineînțeles cu cei cărora le-a displăcut Titanic, dar cei care vor să te facă să te simți mic și patetic pentru că ți-a plăcut (și ei există, credeți-mă) nu au înțelegerea și simpatia mea.”
Cameron a răspuns criticilor și recenziei lui Kenneth Turan, în special. „Titanic nu este un film care îi atrage pe oameni cu moda sa sclipitoare și îi gonește în stradă simțindu-se dezamăgiți și decepționați,” a spus el. „Ei se întorc iar și iar pentru a retrăi o experiență care le răpește 3 ore și 14 minute din viețile lor, pentru a-i aduce și pe alții și a împărtăși emoția.” Cameron i-a apreciat pe cei de toate vârstele (de la 8 la 80 de ani) și din toate mediile pentru că „celebrează propria omenie esențială” prin vizionare. El a descris scenariul ca fiind serios și direct și a spus că „incorporează intenționat experiențe și emoții atemporale și universale ale oamenilor – și familiare pentru că reflectă structura de bază a emoțiilor noastre” și că filmul a reușit prin metoda asta pentru că s-a confruntat cu arhetipurile. El nu l-a văzut ca pe ceva codoș. „Turan confundă arhetipul cu clișeul,” a spus el. „Nu îi împărtășesc opinia cum că cele mai bune scenarii sunt acelea care explorează perimetrul empiricului uman sau care învârt replici inteligente și cinice pentru a obține admirația noastră.”
Ulterior, Empire s-a întors la recenzia originală de cinci stele a filmului, comentând, „Nu ar trebui să fie o surpriză că a devenit la modă să denigrezi Titanicul lui James Cameron cam în același moment în care a devenit clar că acesta era filmul preferat al planetei. Din toate timpurile.” În 2017, filmul a fost relansat pentru a aniversa 20 de ani de la data lansării și a fost ales de Biblioteca Congresului pentru a fi păstrat în Registrul Național de Filme, fiind considerat un film cu „o importantă semnificație culturală, socială și estetică”.

## Premii
Titanic a început parcursul fulminant la Globurile de Aur, fiind premiat la patru categorii, Cea mai bună Dramă, Cel mai bun regizor, Cea mai bună coloană sonoră și Cea mai bună melodie originală. Kate Winslet și Gloria Stuart au primit și ele nominalizări. A câștigat Premiul ACE "Eddie", Premiul ASC, Premiul Regizorilor de Artă, Premiul Societății Audio de Cinema, Premiul Sindicatului Actorilor (Cea mai bună actriță în rol secundar pentru Gloria Stuart), Premiul oferit de Sindicatul Regizorilor Americani, Premiul Broadcast Film Critics Association (Cel mai bun regizor pentru James Cameron) și Premiul oferit de Sindicatul Producătorilor Americani. A fost nominalizat și la 10 premii BAFTA, inclusiv la categoria Cel mai bun film și Cel mai bun regizor; nu a câștigat niciunul.
Filmul a strâns 14 nominalizări la Oscar, fiind la egalitate cu filmul din 1950 a lui Joseph L. Mankiewicz, Totul despre Eva, dintre care a câștigat unsprezece: Cel mai bun film (al doilea film despre Titanic după cel din 1933, Cavalcada), Cel mai bun regizor, Cele mai bune decoruri, Cea mai bună imagine, Cele mai bune efecte vizuale, Cel mai bun montaj, Cele mai bune costume, Cel mai bun mixaj sonor, Cel mai bună montaj sonor, Cea mai bună coloană sonoră, Cea mai bună melodie originală. Kate Winslet, Gloria Stuart și machiorii sunt singurii care nu au câștigat. Scenariul original al lui James Cameron și Leonardo DiCaprio nu au primit nominalizări. A fost al doilea film care a câștigat 11 premii Oscar, după Ben-Hur. Stăpânul Inelelor: Întoarcerea Regelui egalează și el acest record în 2004.
Titanic a câștigat Oscarul pentru cea mai bună melodie originală în 1998, precum și 3 Premii Grammy pentru Înregistrarea anului, Melodia anului și Cea mai bună melodie scrisă special pentru Film sau Serial. Coloana sonoră a filmului a devenit cea mai bună compoziție orchestrală din toate timpurile și a devenit un succes mondial, rămânând timp de șaisprezece săptămâni pe prima poziție în Statele Unite, și a primit certificatul de diamant în urma celor peste unsprezece milioane de copii vândute doar în Statele Unite. Coloana sonoră a devenit cel mai bine vândut album din 1998 în SUA. „My Heart Will Go On” a câștigat Premiul Grammy pentru Cea mai bună melodie scrisă special pentru Film sau Serial. Filmul a câștigat și Cel mai bun actor pentru Leonardo DiCaprio și Cel mai bun film la Premiul MTV pentru cel mai bun film, Cel mai bun film la People's Choice Awards și Filmul favorit la Kids' Choice Awards 1998. A câștigat diferite premii și în afara Statelor Unite, inclusiv cel al Academiei Japoneze de Film la categoria Cel mai bun film străin. În cele din urmă, Titanic a câștigat aproape 90 de premii și a avut alte 47 de nominalizări din partea anumitor organizații. În plus, cartea despre realizarea filmului a fost un bestseller în ierarhia celor de la The New York Times timp de câteva săptămâni, „pentru prima oară când acest gen de carte obține un asemenea statut”.
De la lansare, Titanic a apărut în topurile AFI 100 de ani a Institutului American de Film. Până acum, s-a clasat în șase ierarhii diferite:
| AFI 100 de ani | Locul | Sursă   | Note |
| -------------- | ----- | ------- | --- |
| Suspans        | 25    | [ 149 ] | O ierarhie a celor mai de suspans 100 de filme din cinematografia americană, realizată în anul 2001. |
| Dragoste       | 37    | [ 150 ] | O ierarhie a celor mai romantice 100 de filme din cinematografia americană, realizată în anul 2002. |
| Melodii        | 14    | [ 151 ] | O ierarhie a celor mai bune 100 de melodii din cinematografia americană, realizată în anul 2004. Titanic se clasează pe locul 14 pentru melodia „My Heart Will Go On” a lui Céline Dion.                              |
| Replici        | 100   | [ 107 ] | O ierarhie a celor mai bune 100 de replici din cinematografia americană, realizată în anul 2005. Titanic se clasează pe locul 100 pentru replica „I'm the king of the world! (Sunt regele lumii!)” a lui Jack Dawson. |
| Filme          | 83    | [ 152 ] | O ierarhie a celor mai bune 100 de filme ale secolului trecut, realizată în anul 2007 (la a zecea aniversare a filmului). Titanic nu era eligibil când lista originală a fost realizată în 1997.                      |
| Top 10         | 6     | [ 153 ] | Ierarhie realizată în 2008, care conține cele mai bune zece filme din zece genuri diferite. Titanic se clasează pe locul șase în ierarhia celor mai bune filme epice.                                                 |

## Lansarea pe CD/DVD/Home media
Titanic a fost lansat internațional în format widescreen și pan and scan pe VHS și laserdisc în data de 1 septembrie 1998. VHS-ul a fost disponibil și într-o cutie de cadou deluxe, la pachet cu o peliculă de film și șase litografii din film. O versiune pentru DVD a fost lansată pe 31 august 1999, doar în format widescreen (non-anamorfic) într-o ediție cu un singur disc, fără conținut special în afară de trailerul cinematografic. Cameron a spus atunci că intenționează să lanseze ulterior o ediție specială cu un conținut suplimentar. Această lansare a devenit cel mai bine vândut DVD din 1999 și de la începutul anului 2000, devenind primul DVD care a fost vândut în peste un milion de copii. La acea vreme, mai puțin de 5% din toate casele din SUA aveau un DVD player. „Când am lansat DVD-ul original Titanic, industria era mult mai mică, iar conținuturile speciale nu erau un standard ca acum,” a spus Meagan Burrows, unul dintre președinții Paramount, iar acest lucru a făcut succesul DVD-ului și mai impresionant.
Titanic a fost relansat pe DVD în data de 25 octombrie 2005 când o Ediție Special Collector cu trei discuri a devenit disponibilă în Statele Unite și Canada. Această ediție a inclus o versiune nou-restaurată a filmului, precum și diferite conținuturi speciale. Un set internațional cu două, respectiv patru discuri, a fost lansat pe 7 noiembrie 2005. Ediția cu două discuri, etichetată Ediția Special, a conținut primele două discuri din setul inițial de trei, și a fost disponibilă doar pentru regiunea PAL. Ediția cu patru discuri, etichetată Ediția Deluxe Collector, a fost lansată tot pe 7 noiembrie 2005. Disponibilă doar în Regatul Unit, o ediție limitată cu 5 discuri, sub eticheta Ediția Deluxe Limited, a fost lansată în 10.000 de exemplare. Al cincilea disc conține documentarul Fantomele Abisului a lui Cameron, distribuit de Walt Disney Pictures. Spre deosebire de prima lansare a Fantomele Abisului, care conținea două discuri, doar primul disc a fost inclus în acest set.
Titanic a fost lansat pe Blu-ray sub forma unui singur disc, dar și în varianta cu 2 discuri cu conținut special, pe 10 septembrie 2012. O versiune 3D Blu-ray cu 4 discuri a fost lansată în aceeași zi. O Ediție Collector limitată ce includea variantele Blu-ray 3D, 2D Blu-ray, DVD, o copie digitală și o varietate de suveniruri a fost lansată exclusiv pe Amazon.com și la alți retaileri exclusivi.
La televiziune, filmul este difuzat ocazional pe posturi din Statele Unite, precum TNT. Pentru a permite ca scena în care Jack desenează portretul nud al lui Rose să fie arătată, pe lângă tăieturi minore, roba purtată de Winslet a fost vopsită digital în negru. Și Turner Classic Movies a început să difuzeze filmul, în special în zilele premergătoare Premiilor Oscar din 2010.

## Re-lansările

### Conversia 3D
Relansarea din 2012, cunoscută ca și Titanic in 3D, a fost creată prin remasterizarea originalului la rezoluție 4K și post-conversia la formatul stereoscopic 3D. Versiunea 3D a Titanicului a durat 60 de săptămâni și 18 milioane $ pentru a fi realizată, inclusiv remasterizarea 4K. Conversia 3D a fost realizată de Stereo D, în timp ce Sony și Slam Content au remasterizat coloana sonoră. Au fost create și versiuni digitale 2D și 2D IMAX din noul format 4K master. Pentru lansarea 3D, Cameron a mărit proporția filmului de la 2:35:1 la 1:78:1, permițându-le spectatorilor să vadă mai multă din imagine. Singura scenă refăcută de la zero a fost cerul din dimineața zilei de 15 aprilie. Scena a fost realizată conform tiparului stelelor, inclusiv a Căii Lactee, ajustate conform nopții din aprilie 1912, în Atlanticul de Nord. Schimbarea a fost influențată de astrofizicianul Neil deGrasse Tyson, care a criticat scena pentru că arată un tipar nerealist al stelelor. El a fost de acord să-i trimită lui Cameron o imagine corectă a cerului din acea noapte, care a stat la baza noii scene.

O imagine precisă a Căii Lactee, obținută cu ajutorul unui Observator asemănător cu cel din imagine, a fost folosită pentru a ajusta priveliștea pe care Rose o are asupra cerului la ora 4:20 dimineața, pe 15 aprilie 1912.

Versiunea 3D a lui Titanic a avut premiera la Royal Albert Hall din Londra, pe 27 martie 2012, în public fiind prezenți și James Cameron și Kate Winslet. S-a lansat în cinematografe pe 4 aprilie 2012, cu șase zile înaintea împlinirii a 100 de ani de când RMS Titanic a plecat în primul și ultimul său voiaj.
Criticul de film Peter Travers de la Rolling Stone i-a acord relansării 3.5 stele din 4, spunând că este „a naibii de uimitoare”. El a comentat, „3D-ul intensifică Titanicul. Ești acolo. Mai prins ca niciodată într-o călătorie intimă epică care își câștigă locul în capsula temporală a filmului.” Scriind pentru Entertainment Weekly, Owen Gleiberman i-a acordat filmului nota A. El a comentat, „Pentru prima oară, imaginea dintr-un film 3D nu arată întunecată și nu distrage. Arată senzațional de proaspăt și vioi.” Richard Corliss de la revista Time, care a fost foarte negativ în 1997, a rămas la fel, „Am avut în mare parte aceeași reacție: înfricoșător de prost, și îmbuibat cu apă.” În legătură cu efectele 3D, el a notat „conversia 3D făcută cu grijă împrumută volum și impact în anumite momente... [dar] separând planul apropiat de cel îndepărtat al fiecărei scene, cei care au realizat conversia au cizelat câmpul vizual pe paliere distincte, și nu organice.” Ann Hornaday de la The Washington Post și-a pus întrebarea „când te întrebi dacă valorile gemene ale filmului, cele de umanitate și spectacol, sunt accentuate în conversia 3D a lui Cameron, răspunsul este: Nu sunt.” Ea a mai adăugat „conversia 3D creează distanță acolo unde ar trebui să fie intimitate, fără a fi menționate momentele ciudate din încadrare și compoziție.”
Filmul a încasat 4,7 milioane $ în prima zi de la lansare în America de Nord și a terminat weekend-ul cu 17,3 milioane $. În afara Americii de Nord, a câștigat 35,2 milioane $, după care, în următorul weekend, ajunsese per total la 98,9 milioane $. China s-a dovedit a fi cel mai de succes teritoriu, unde a câștigat în prima zi de după lansare 11,6 milioane $, urmând să câștige per total, doar în acea țară, 67 milioane $, câștigând mai mult decât la lansarea din 1998. Relansarea a adus filmului încă 343 milioane $, 145 milioane $ venind numai din China și 57,8 milioane $ din Canada și Statele Unite, încasările totale ale filmului ajungând la 2,18 miliarde $.
S-a realizat și o conversie în format 4DX pentru cinematografe din întreaga lume specializate pe acest format, care permite audienței să experimenteze mediul filmului, folosindu-se de mișcări, vânt, ceață, fulgere și efecte speciale bazate pe miros.

### Aniversarea de 20 ani
Pentru a 20-a aniversare a filmului, Titanic a fost relansat în cinematografe în Dolby Vision (în 2D și 3D) timp de o săptămână, începând din 1 decembrie 2017.

### Aniversarea de 25 ani
Titanic a fost relansat în cinematografe de Paramount în SUA și Canada, și de Walt Disney Studios Motion Pictures (sub egida 20th Century Studios) pe plan internațional pe 10 februarie 2023, într-o versiune remasterizată 3D 4K HDR - high frame rate, ca parte a aniversării de 25 ani a filmului. Pentru această versiune, logo-ul 20th Century Fox a fost schimbat cu numele actual al studioului, ca urmare a achiziției din 2019 a studioului de către The Walt Disney Company.

## Titanic Live
Titanic Live a fost un concert live cu coloana sonoră originală a lui James Horner, orchestrat de 65 de persoane, coruri și muzicieni celtici, și acompaniat de o ecranizare a filmului. În luna aprilie 2015, Titanic Live a avut premiera la Royal Albert Hall din Londra, acolo unde a avut premiera și re-lansarea 3D din 2012. The Express a spus că a fost „Un triumf absolut, Titanic Live a adus filmul la viață într-un mod nou și frumos.”

## Merchandise
Un joc de societate bazat pe film, intitulat Titanic: The Game, a fost lansat în 2020 de Spin Master Games.

## Lectură ulterioară
- Frakes, Randall (1998). Titanic: James Cameron's Illustrated Screenplay. New York: Harper. ISBN 0-06-095307-1.
- Cameron, Stephen (1998). Titanic: Belfast's Own. Ireland: Wolfhound Press. ISBN 0-86327-685-7.
- Mireille Majoor; James Cameron (2003). Titanic: Ghosts of the Abyss. New York: Scholastic. ISBN 1-895892-31-7.
- Molony, Senan (2005). Titanic: A Primary Source History. Canada: Gareth Stevens. ISBN 0-8368-5980-4.
- Marsh, Ed W.; Kirkland, Douglas (1998). James Cameron's Titanic. Londra: Boxtree. ISBN 0-7522-2404-2.
- Parisi, Paula (1998). Titanic and the Making of James Cameron. Londra: Orion. ISBN 0-7528-1799-X.
- Sandler, Kevin S.; Studlar, Gaylyn, ed. (1999). Titanic: Anatomy of a Blockbuster. Piscataway, NJ: Rutgers University Press. ISBN 978-0-8135-2669-0.
- Ballard, Robert (1987). The Discovery of the Titanic. Canada: Grand Central Publishing. ISBN 0-446-67174-6.
- Lynch, Donald (1992). Titanic: An Illustrated History. New York: Madison Press Books. ISBN 978-0-7868-6401-0.
- Lubin, David M. (1999). "Titanic" (BFI Modern Classics). Londra: BFI Publishing. ISBN 0-85170-760-2.